# Iowa Speedway
L'Iowa Speedway è una pista da corsa ovale asfaltata di 7/8 di miglio (1,4 km) a Newton, nell'Iowa, a circa 30 miglia (48 km) a est di Des Moines. Ha oltre 25.000 posti permanenti e un'area di osservazione a più livelli per camper lungo il rettilineo secondario.

## Storia
La pista è stata costruita dalla Paxton Waters Architecture con il supporto dell'ex pilota della NASCAR Rusty Wallace; i costi di costruzione del tracciato sono di 70 milioni di dollari. I lavori sono iniziati il 21 giugno 2005, l'inaugurazione è avvenuta il 15 settembre 2006 con la gara Soy Biodiesel 250 valida per i playoff della serie CARS Tour. Il 24 giugno del 2007 l'IndyCar compie la sua prima gara sul circuito, la Iowa Corn Indy 250. 
A seguito di notizie di problemi finanziari, la struttura è stata acquistata dalla NASCAR nel novembre 2013.
Nel 2020 le gare della NASCAR vengono cancellate a causa della pandemia di Covid-19, mentre la IndyCar disputa due gare da 250 giri, entrambe svoltesi di notte il 17 e 18 luglio. Il 30 settembre 2020 la IndyCar annuncia che a causa di problemi finanziari con l'Iowa Speedway il circuito viene escluso dal calendario 2021. Grazie ad una nuova sponsorizzazione la pista torna ad ospitare la IndyCar con un accordo pluriennale a partire dal 2022.

## Tracciato

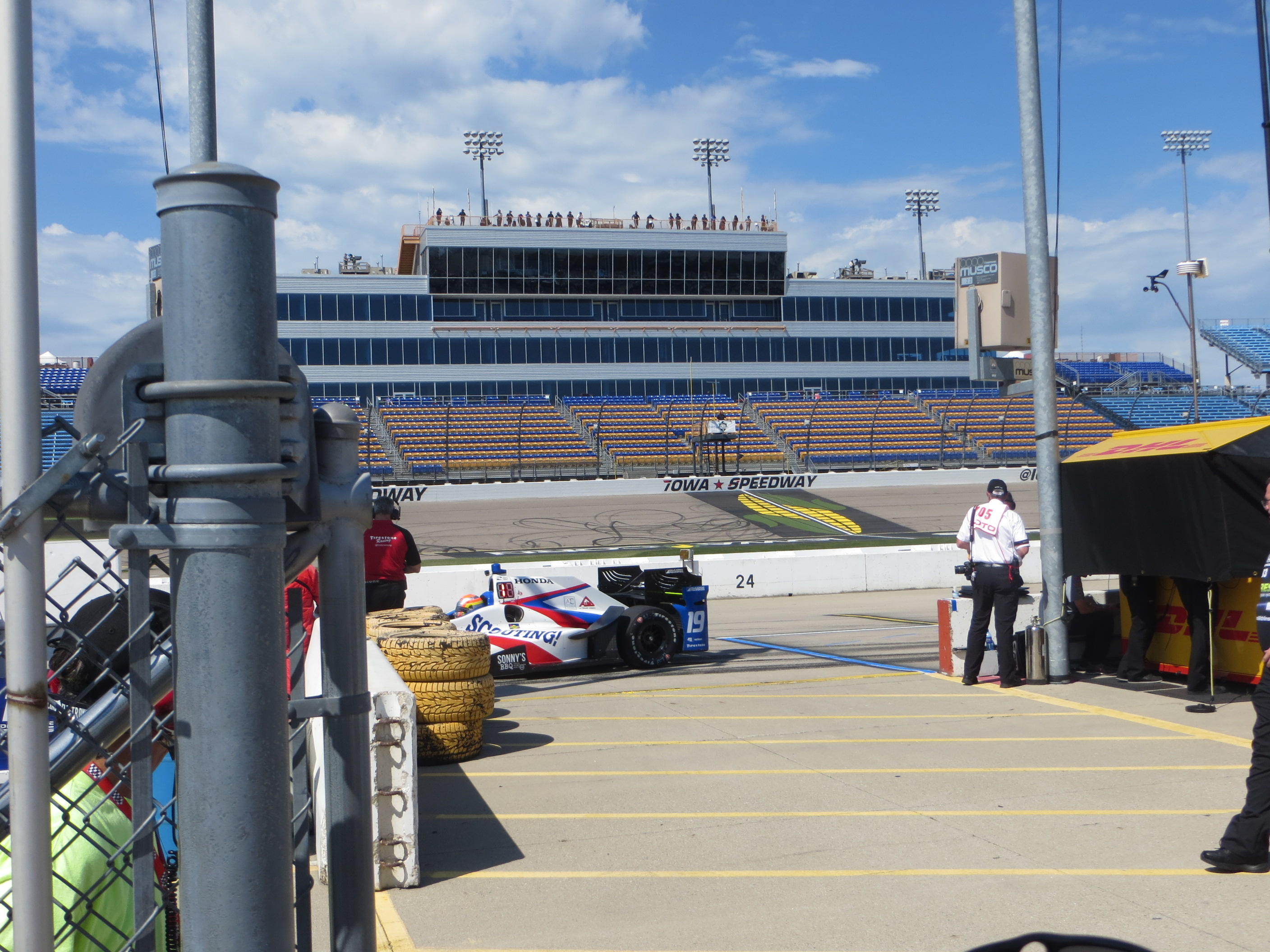
La pit lane e il traguardo

La pista è stata progettata su indicazione di Rusty Wallace, ex pilota della NASCAR; il tracciato prende esempio dal Richmond Raceway, un ovale molto corto a forma di D dove Wallace ha avuto molto successo.
La lunghezza della pista è contestata dalle due serie principali che vi corrono. Dal cronometraggio della NASCAR risulta una lunghezza di 0,875 miglia (1,408 km), mentre quello della IndyCar indica una lunghezza di 0,894 miglia (1,439 km).

## Risultati

### IndyCar Series
| Stagione | Data          | Vincitore         | Team                         | Telaio        | Motore        | Distanza di gara | Distanza di gara |
| Stagione | Data          | Vincitore         | Team                         | Telaio        | Motore        | Giri             | Miglia (km)      |
| -------- | ------------- | ----------------- | ---------------------------- | ------------- | ------------- | ---------------- | ---------------- |
| 2007     | 24 giugno     | Dario Franchitti  | Andretti Green Racing        | Dallara       | Honda         | 250              | 218,75 (352,044) |
| 2008     | 22 giugno     | Dan Wheldon       | Chip Ganassi Racing          | Dallara       | Honda         | 250              | 218,75 (352,044) |
| 2009     | 21 giugno     | Dario Franchitti  | Chip Ganassi Racing          | Dallara       | Honda         | 250              | 218,75 (352,044) |
| 2010     | 20 giugno     | Tony Kanaan       | Andretti Autosport           | Dallara       | Honda         | 250              | 218,75 (352,044) |
| 2011     | 25 giugno     | Marco Andretti    | Andretti Autosport           | Dallara       | Honda         | 250              | 218,75 (352,044) |
| 2012     | 23 giugno     | Ryan Hunter-Reay  | Andretti Autosport           | Dallara       | Chevrolet     | 250              | 218,75 (352,044) |
| 2013     | 23 giugno     | James Hinchcliffe | Andretti Autosport           | Dallara       | Chevrolet     | 250              | 218,75 (352,044) |
| 2014     | 12 luglio     | Ryan Hunter-Reay  | Andretti Autosport           | Dallara       | Honda         | 300              | 262,5 (422,452)  |
| 2015     | 18 luglio     | Ryan Hunter-Reay  | Andretti Autosport           | Dallara       | Honda         | 300              | 262,5 (422,452)  |
| 2016     | 10 luglio     | Josef Newgarden   | Ed Carpenter Racing          | Dallara       | Chevrolet     | 300              | 262,5 (422,452)  |
| 2017     | 9 luglio      | Hélio Castroneves | Team Penske                  | Dallara       | Chevrolet     | 300              | 262,5 (422,452)  |
| 2018     | 8 luglio      | James Hinchcliffe | Schmidt Peterson Motorsports | Dallara       | Honda         | 300              | 262,5 (422,452)  |
| 2019     | 20 luglio     | Josef Newgarden   | Team Penske                  | Dallara       | Chevrolet     | 300              | 262,5 (422,452)  |
| 2020     | 17 luglio     | Simon Pagenaud    | Team Penske                  | Dallara       | Chevrolet     | 250              | 218,75 (352,044) |
| 2020     | 18 luglio     | Josef Newgarden   | Team Penske                  | Dallara       | Chevrolet     | 250              | 218,75 (352,044) |
| 2021     | Non disputata | Non disputata     | Non disputata                | Non disputata | Non disputata | Non disputata    | Non disputata    |
| 2022     | 23 luglio     | Josef Newgarden   | Team Penske                  | Dallara       | Chevrolet     | 250              | 218,75 (352,044) |
| 2022     | 24 luglio     | Pato O'Ward       | Arrow McLaren SP             | Dallara       | Chevrolet     | 300              | 262,5 (422,452)  |
| 2023     | 22 luglio     | Josef Newgarden   | Team Penske                  | Dallara       | Chevrolet     | 250              | 223,5 (359,688)  |
| 2023     | 23 luglio     | Josef Newgarden   | Team Penske                  | Dallara       | Chevrolet     | 250              | 223,5 (359,688)  |